# Sayf al-Din Muhàmmad
Sayf al-Din Muhàmmad fou sultà gúrida de la família xansabànida del Ghur. Era fill d'Ala al-Din Husayn, al que va succeir a la seva mort el 1161.
Sayf al-Din Muhammad va reprimir als ismaïlites als que el pare havia afavorit. Sota el seu regnat va esclatar la guerra contra els seus vassalls els shithanis, feudataris al Ghur; el comandant militar (sipahsalar) shithani Warmesh ibn Shith fou assassinat per orde de Sayf al-Din, i el germà del difunt va assassinar en revenja a Sayf al-Din en una batalla (1163).
El va succeir el seu nebot Shams al-Din Muhammad, fill de Baha al-Din Sam, que va prendre el làqab de Ghiyath al-Din, sent més conegut com a Ghiyath al-Din Muhammad.